# کیریل مرتسکوف
کیریل میریتسکوف (روسی: Кири́лл Афана́сьевич Мерецко́в؛ ۷ ژوئن ۱۸۹۷ – ۳۰ دسامبر ۱۹۶۸) فرد نظامی اهل امپراتوری روسیه بود.
وی همچنین برندهٔ جوایزی همچون نشان لنین، درجه پرچم سرخ، قهرمان اتحاد شوروی، نشان انقلاب اکتبر، نشان پیروزی، لژیون افتخار، و مدال دفاع از لنینگراد شده‌است.